# RomCard
Romcard este o companie de procesare a tranzacțiilor cu carduri din România.
Printre activitățile Romcard se numără autorizarea tranzacțiilor cu card bancar (front office), gestionarea bazei de date de comercianți (back office), servicii de e-commerce, suport clienți, prevenire fraude și dispute electronice.
A fost înființată în anul 1994, fiind primul centru de procesare carduri din România.
A început ca un centru de procesare interbancar pentru 5 banci românești (chiar băncile acționare): Banca Comercială Română, Banca Română de Comerț Exterior, Banca Română pentru Dezvoltare, Banca Agricolă și Banca Ion Țiriac.
Începând cu anul 2000, pe fondul modificărilor din sectorul bancar, structura acționariatului s-a modificat, acționari fiind: Banca Comercială Română, Banca Română pentru Dezvoltare, Raiffeisen Bank, UniCredit Țiriac Bank și Financiara SA.
În iulie 2010, acționarii au vândut Romcard către compania Provus Services Provider SA, un furnizor cu portofoliu în domeniul serviciilor procesării de carduri, deținută  de către fondul de private equity Innova Capital.
Provus Group (Provus Service Provider, Romcard și Supercard Solutions & Services) a fost achiziționat în aprilie 2016 de către Wirecard AG,  unul dintre cei mai mari jucători globali de pe piața de plăți electronice.
Începând cu 2020, Romcard face parte din grupul Sibs, alături de Sibs Romania și Supercard Solutions & Services.
Cifra de afaceri în 2009: 1,3 milioane euro
Profit net în 2009: 0,3 milioane euro
Performanțe financiare actualizate
Conform datelor disponibile, în 2023, Romcard a înregistrat o cifră de afaceri de 35.058.142 RON și un profit net de 13.679.413 RON.
Conducere
Începând cu anul 2024, Augustin Dobre a preluat funcția de CEO al Romcard. Cu o experiență vastă în domeniul bancar și fintech, el a contribuit semnificativ la creșterea și dezvoltarea companiei.